# Mensignac
Mensignac is een gemeente in het Franse departement Dordogne (regio Nouvelle-Aquitaine). De plaats maakt deel uit van het arrondissement Périgueux. Mensignac telde op 1 januari 2022 1.520 inwoners.

## Geografie
De oppervlakte van Mensignac bedraagt 26,08 km², de bevolkingsdichtheid is 58 inwoners per km² (per 1 januari 2019).
{
De onderstaande kaart toont de ligging van Mensignac met de belangrijkste infrastructuur en aangrenzende gemeenten.

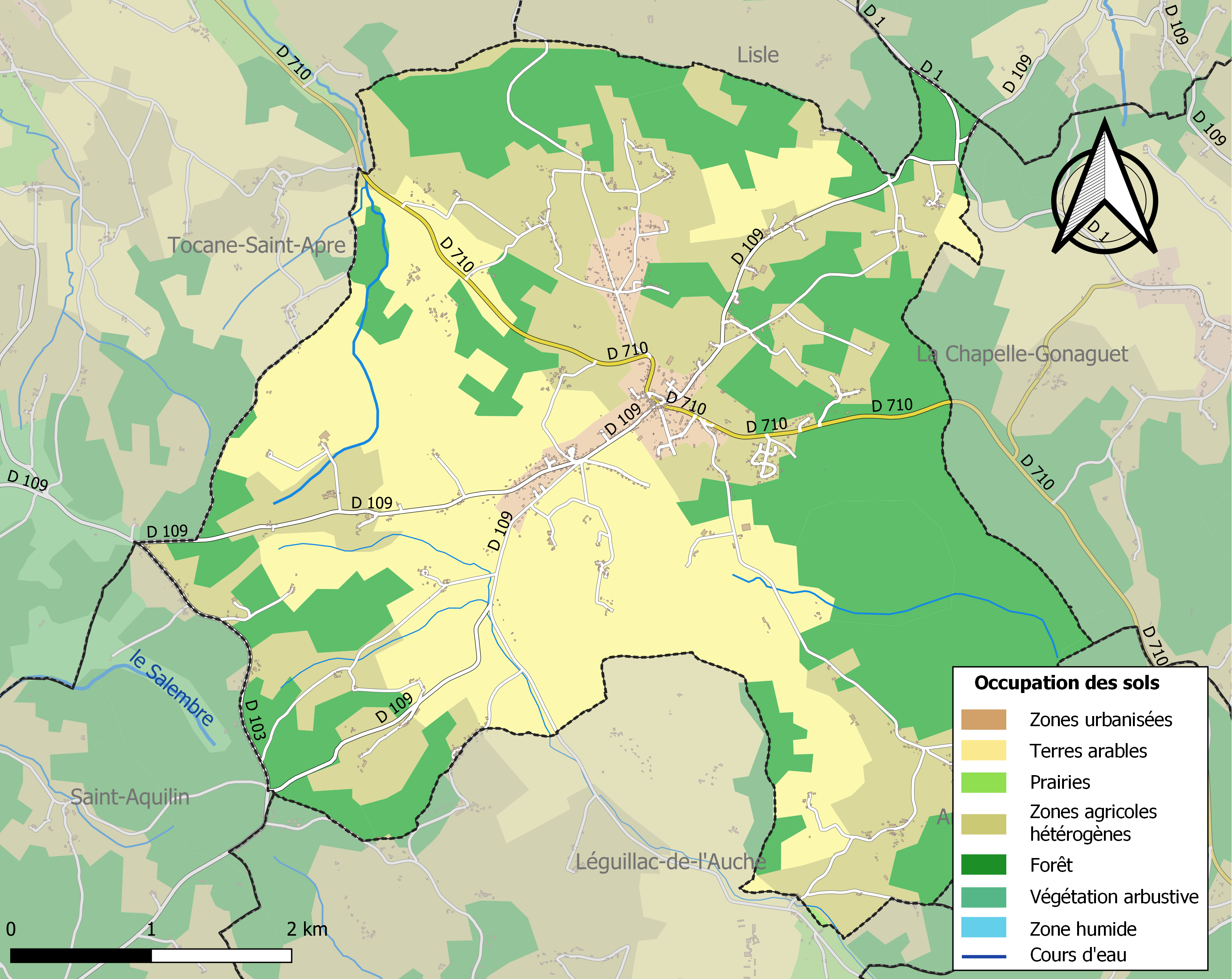

## Demografie
Onderstaande figuur toont het verloop van het inwonertal (bron: INSEE-tellingen).